# Triple A
La Triple A, també coneguda com a Aliança Apostòlica Anticomunista, va ser una organització terrorista tardofranquista, presumptament vinculada als aparells repressius de l'Estat Espanyol, que va actuar al País Basc entre 1977 i 1982, durant la transició espanyola. Un informe de l'Oficina de Víctimes del Terrorisme del Govern basc de 2010 li atribueix vuit assassinats de les 66 víctimes mortals del terrorisme parapolicial i d'extrema dreta desenvolupat entre 1975 i 1990.

## Presumpta vinculació amb els aparells repressius de l'Estat espanyol
En l'informe de l'Oficina de Víctimes del Terrorisme del Govern basc de 2010 es diu que la Triple A, el Batallón Vasco Español i els Grupos Armados Españoles, eren grups ben organitzats d'extrema dreta «que actuaven amb un important nivell de tolerància, quan no de complicitat amb importants sectors dels aparells policials de l'època», encara que «l'escassa i deficient recerca policial d'una part molt important d'aquestes accions violentes impedeix esclarir una dada d'especial rellevància, com és el grau de complicitat, col·laboració o inhibició que va poder existir per part de determinades instàncies policials amb aquests actes criminals». L'informe afegeix a continuació que «els abans citats sectors polítics d'extrema dreta i elements vinculats als aparells d'unes forces de seguretat de l'Estat encara pendents de democratitzar i amb una inqüestionable motivació política van sembrar el terror en determinats sectors sociopolítics bascos, normalment vinculats a l'esquerra, i sobretot al nacionalisme basc, mitjançant actuacions violentes que van provocar importants danys materials i personals, arribant a l'assassinat». Finalment, l'informe adverteix que dels 74 actes terroristes atribuïts a aquests grups —que van causar 66 víctimes mortals— només en 33 es van obrir diligències judicials, dels quals només disset van acabar amb una sentència ferma.
Un informe desclassificat de la CIA nord-americana publicat el 2020 remarca que no és l'únic cas en el qual l'Estat espanyaol va combatre ETA des de la il·legalitat.

## Relació d'atemptats mortals atribuïts o reivindicats per la Triple A
1. 20 de setembre de 1977: esclata a la redacció de la revista El Papus a Barcelona, una bomba atribuïda a la Triple A. Hi mor el conserge, Juan Peñalver Sandoval, i resulten ferides disset persones més.[4][5]
2. 7 d'octubre de 1977: assassinat del taxista David Salvador Bernardo (Jonio) en Andoain (Guipúscoa). L'assassinat de Salvador va ser reivindicat per la Triple A, que va acusar al taxista de col·laborador i confident d'ETA.[6] Està reconegut com a víctima de la Triple A per COVITE (Col·lectiu de Víctimes del Terrorisme del País Basc)
3. 2 de juliol de 1978: assassinada a Sant Joan Lohitzune Rosario Arregui Letamendi (Agurtzane Arregi Letamendia), esposa de l'ex-dirigent d'ETA-militar Juan Jose Etxabe. El matrimoni va ser metrallat quan anaven amb cotxe, morint ella en l'acte i quedant ell greument ferit.[7] Els negocis i familiars d'Etxabe ja havien sofert nombrosos atemptats. El seu germà va ser assassinat tres anys abans. L'atemptat va ser reivindicat per la Triple A en represàlia pels últims esdeveniments a Euskadi.[8]
4. 6 de maig de 1979: segrest i assassinat de José Ramón Ansa Echevarria, jove de disset anys natural d'Andoain (Guipúscoa). Va ser segrestat de matinada mentre tornava a peu a casa després d'haver participat amb els seus amics a les festes patronals. Va ser trobat mort per una bala al front en una cuneta de la carretera entre Andoain i Urnieta. L'assassinat va ser reivindicat per la Triple A, que el va acusar de ser membre d'ETA, acusació que va ser negada per la seva família. Anys més tard van ser condemnats pel seu assassinat Ignacio Iturbide i Ladislao Zabala, dos ultres que formaven un comando del Batallón Vasco Español que es dedicava a atemptar contra supòsits simpatitzants abertzales a la comarca de Sant Sebastià.[9][10]
5. 23 de juliol de 1980: una bomba amb 2kg de goma dos esclata a Bilbao al barri d'Ametzola. En l'explosió moren en l'acte dues persones d'ètnia gitana que estaven recollint cartrons; María Contreras Gabarra, de disset anys i en avançat estat de gestació, i el seu germà Antonio Contreras Gabarra de dotze anys; així com va resultar greument ferit un empleat de neteja municipal, que acabaria morint hores més tard Anastasio Leal Terradillos (Cabezuela del Valle, 59 anys). Després de l'atemptat es va especular sobre si l'objectiu de l'atemptat, era una guarderia propera propietat d'un regidor d'Herri Batasuna a pocs metres de la porta dels quals es va produir l'explosió o un batzoki (seu del PNB) confrontant. També es va trobar un explosiu fals a l'interior de la llar d'infants.[11] L'atemptat va ser reivindicat per la Triple A i s'assumeix generalment que buscava causar danys materials sobre la llar d'infants propietat del regidor de HB. Mai es va investigar ni va jutjar als seus autors. Les víctimes de l'atemptat van rebre la consideració de víctimes del terrorisme dècades més tard. La filla de l'empleat del servei de neteja recorda la mort del seu pare: «Sabíem que la bomba no anava contra ell, però el que més em dol és que no s'hagi localitzat als seus autors. […] Tirem endavant la meva mare i els meus germans, amb el nostre esforç. El que avui lamentem és que no hi hagi un reconeixement d'aquestes víctimes, similar a les d'ETA».[1]
6. 27 d'agost de 1980: assassinat de Jesús María Etxebeste a Irun.[1]
7. 2 de gener de 1982: assassinat de Pablo Garayalde en Leiza.[1]